# Sidomulyo (Ambal)
Sidomulyo is een bestuurslaag in het regentschap Kebumen van de provincie Midden-Java, Indonesië. Sidomulyo telt 1348 inwoners (volkstelling 2010).